# Fritz Killer

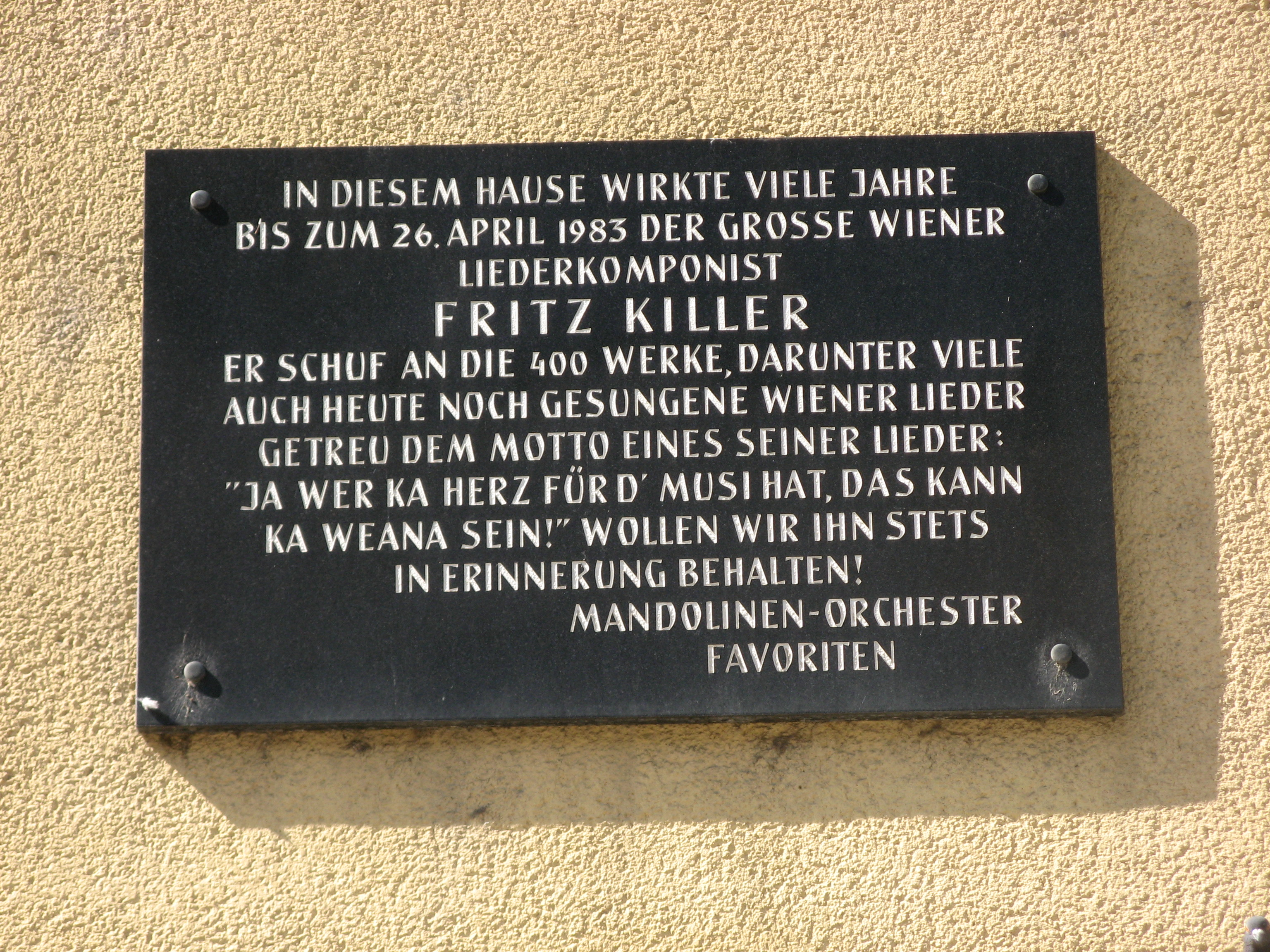
Gedenktafel für Fritz Killer an seinem Wohnhaus Favoritenstraße 106, Wien-Favoriten

Fritz Killer (* 30. November 1905 in Wien; † 26. April 1983 ebenda) war ein österreichischer Komponist.
Fritz Killer begann im Alter von acht Jahren mit dem Klavierstudium. Am Neuen Wiener Konservatorium studierte er Harmonielehre, Kontrapunkt, Komposition und Instrumentation und absolvierte die Dirigentenklasse. Er begann mit der Komposition von Tanz- und Unterhaltungsmusik, widmete sich aber dann dauerhaft dem Wienerlied. Als Pianist begleitete er langjährig Wienerlied-Veranstaltungen, vornehmlich in seinem Heimatbezirk Favoriten. Killer wirkte als Musikarrangeur und komponierte selbst mehr als 400 Wienerlieder. Nach seinem Tode wurde an seinem Wohnhaus Favoritenstraße 106 eine Gedenktafel angebracht.

## Werke
- Liebesbrief aus Wien (Text: Hanna Maria Drack)
- Ja, wer ka Herz für d'Musi hat (Text: Ludwig Lewinter)
- Wien kann niemand beschreiben (Text: Hans Hauenstein)
- Die Wärmeflaschen (Text: Josef Kaderka)
- Die Welt lernt jetzt Wienerisch (Text: Friedrich Carl)
- Mein Wien (Walzer)